# Градски стадион у Бијељини
Градски стадион у Бијељини је вишенамјенски стадион у Бијељини, Република Српска, БиХ. Тренутно се користи највише за фудбалске мечеве и он је домаћи терен ФК Радника Бијељина.
Стадион има капацитет од 6.000 мијеста. Рекорд у посећености стадиона забележен је 8. августа 2013. године када је на концерту Жељка Јоксимовића било присутно 8.000 људи.

## Концерти и догађаји
- Драгана Мирковић – 15. јул 2010. године
- Мирослав Илић – 6. јун 2013. године
- Жељко Јоксимовић – 8. август 2013. године (8.000 људи на концерту)
- Здравко Чолић – 6. август 2022. године